# آلاله شاخدار
آلاله شاخدار (نام علمی: Ranunculus cornutus) نام یک گونه از سرده آلاله است. سردهٔ آلاله در ایران ۵۵ گونهٔ علفی یک ساله و چند ساله دارد. آلاله شاخدار یکی از ۵۵ گونهٔ موجود در ایران است.